# Parque Vergiliano a Piedigrotta
El Parque Vergiliano a Piedigrotta (en italiano, Parco Vergiliano a Piedigrotta, también conocido como Parco delle tombe di Virgilio e Leopardi) es un parque de Nápoles, Italia.
Está ubicado en la zona de Piedigrotta, detrás de la Iglesia de Santa Maria di Piedigrotta, y es famoso por albergar la supuesta tumba del poeta romano Virgilio y el monumento sepulcral de Giacomo Leopardi. Es monumento nacional.
No debe confundirse con otro parque napolitano, el Parque Virgiliano, ubicado en la colina de Posillipo.

## Historia
De 1662 hasta principios de 1880, el área de la tumba de Virgilio fue propiedad de la noble familia d'Alessandro di Pescolanciano, que ahí poseía una villa residencial con un palacete agreste anexo. Posteriormente, el Estado italiano adquirió el área después de la Unificación de Italia. En 1885, fue restaurada con la inauguración de la galería Quattro Giornate, pero el Parque fue fundado sólo alrededor de 1930, en ocasión del bimilenario de Virgilio. Su aspecto actual se debe al diseño elaborado por el latinista y arqueólogo Enrico Cocchia. El Parque fue restaurado y abierto al público en 1976.
En el Parque se encuentra el cenotafio de Virgilio, un columbario de época romana, que la tradición considera la tumba del poeta. Además, desde el 22 de febrero de 1939, alberga la tumba de Giacomo Leopardi, fallecido en Nápoles e inicialmente enterrado en la antigua iglesia de San Vitale Martire en Fuorigrotta.

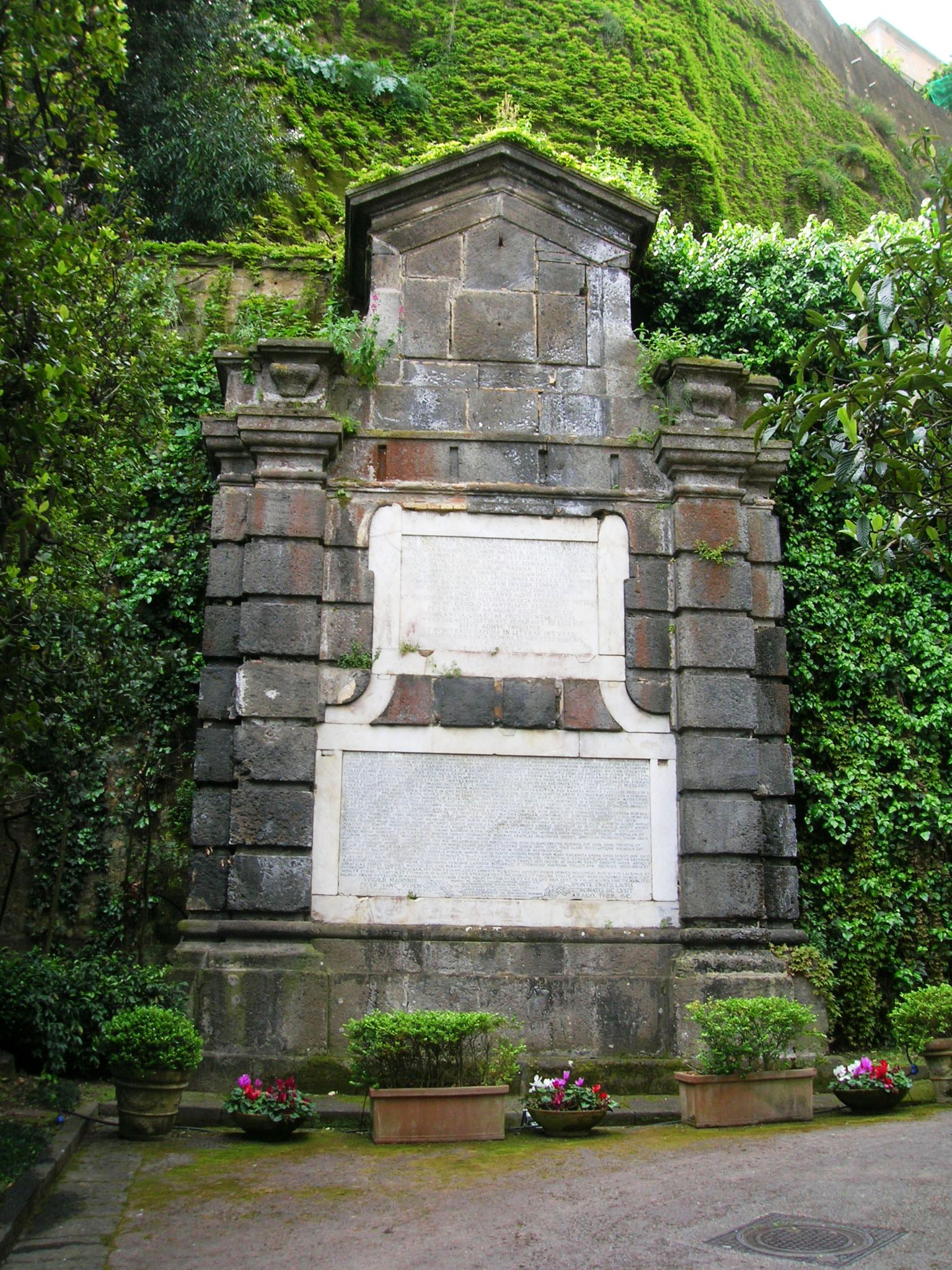
Edículo

## Descripción
Subiendo la senda se encuentra a la izquierda un edículo de roca piperno presentando dos lápidas, que hizo poner el Virrey español Pedro Antonio de Aragón en 1668. Estas lápidas enumeran los manantiales de aguas termales presentes en el área flégrea desde Fuorigrotta hasta Pozzuoli, y las enfermedades tratables con éstas.

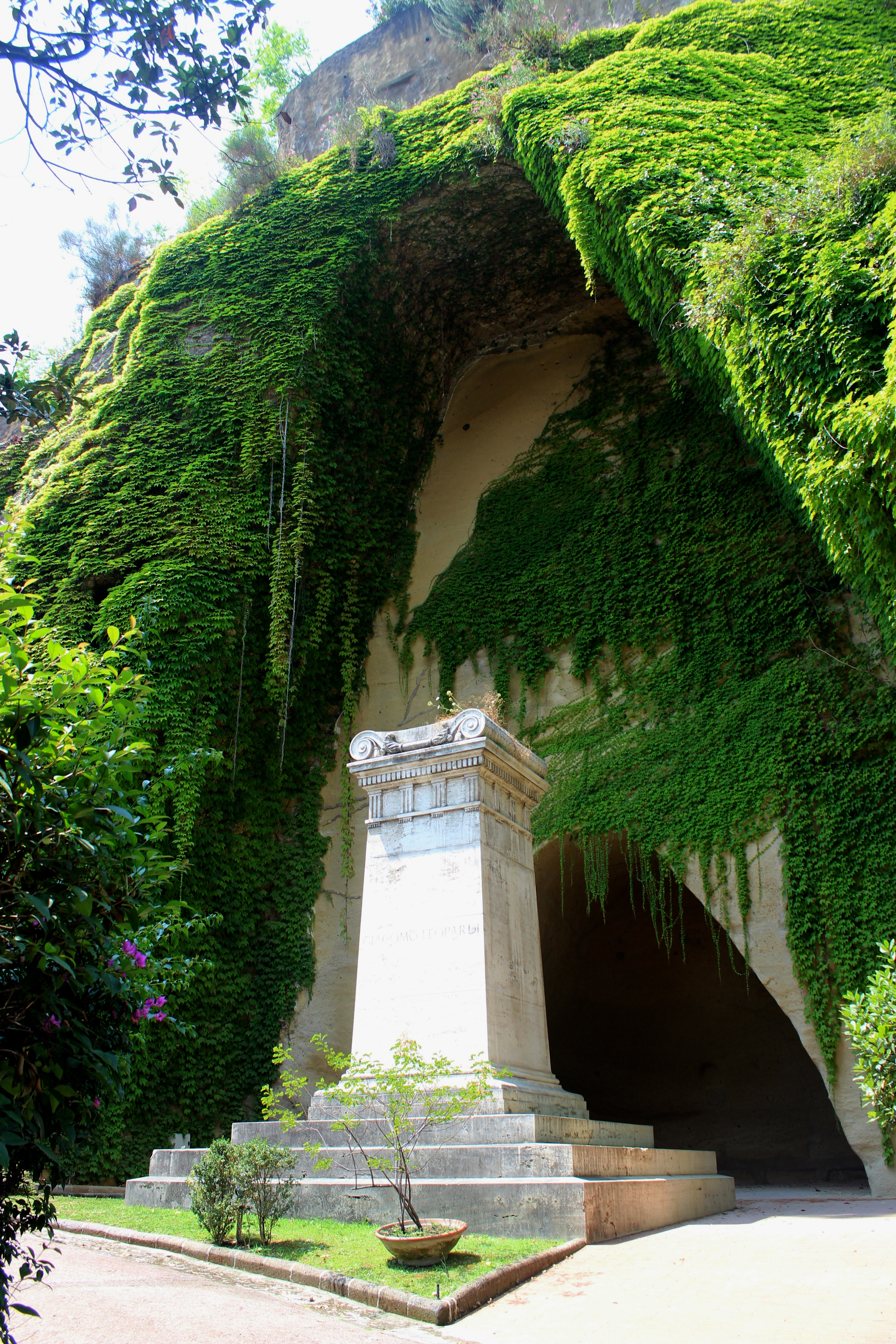
Tumba de Giacomo Leopardi

En la cima de la subida está un masivo monumento de mármol: la tumba del conocido poeta Giacomo Leopardi. La tumba tiene la forma de una alta ara con una amplia base cuadrada, ubicada en el interior de una gruta artificial del banco de toba.
En el ara está grabado el nombre del poeta; al lado se encuentra una estela, tallada en la piedra, para mostrar la fiabilidad de la tumba por parte del gobierno italiano, firmada por el rey Víctor Manuel III. Además, en los alrededores está situado el primer monumento sepulcral, colocado anteriormente en el pronaos de la iglesia de San Vitale Martire. Por último, se puede ver la lápida, también procedente del pronaos, que lleva la sanción por parte del rey Humberto I de la ley de 1987 que declaró la tumba monumento nacional.

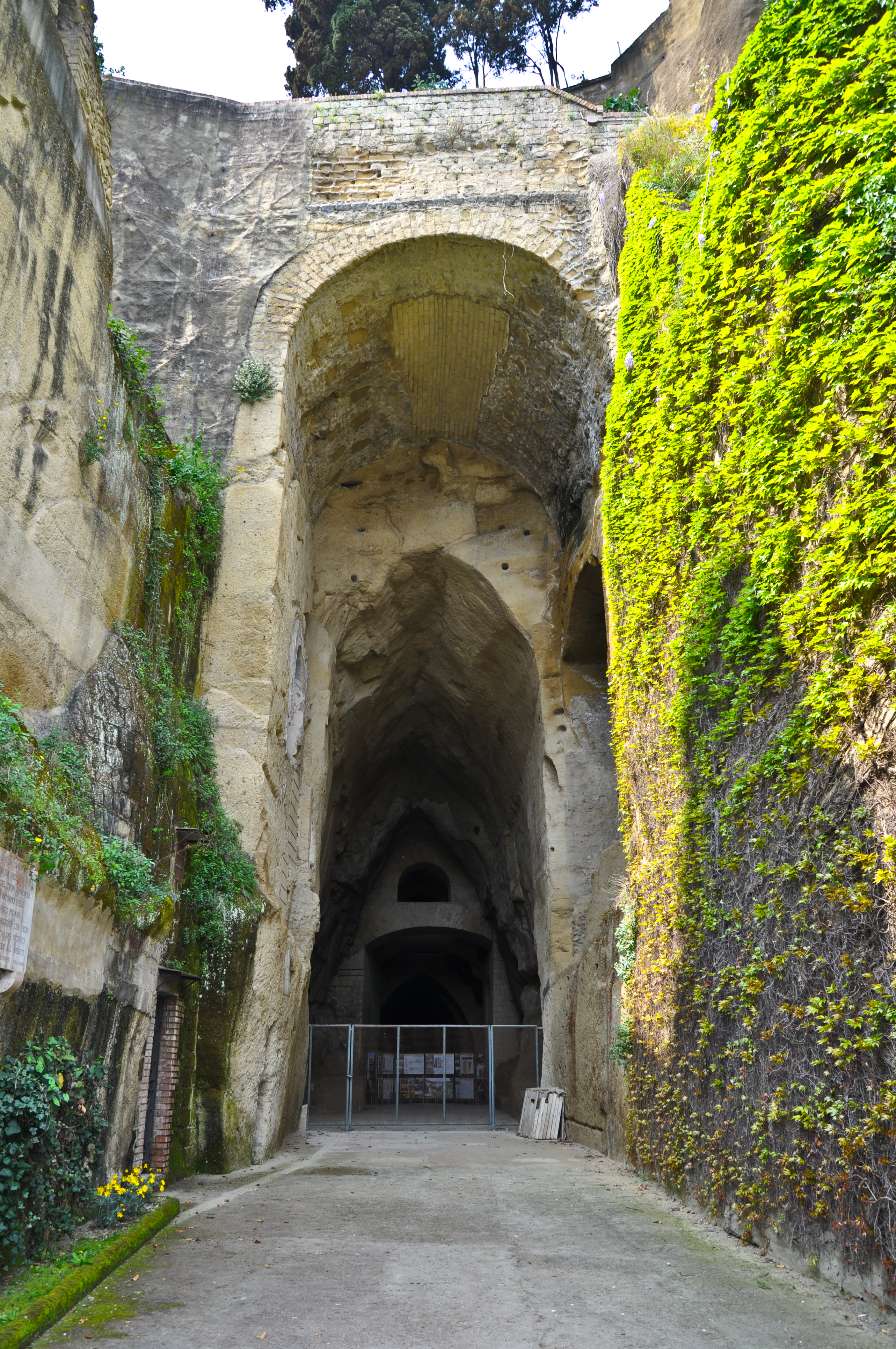
Cripta Napolitana

Más adelante se encuentra a la derecha la Cripta Napolitana, también llamada "Gruta de Pozzuoli" o "Gruta de Posillipo", una imponente galería de época romana que conecta Mergellina con Fuorigrotta (actualmente la galería está cerrada a los visitantes por razones de seguridad, a la espera de las obras de restauración). Al lado está una línea de Leopardi, dedicada al poeta de la Eneida, Virgilio.
Subiendo la pequeña escalera que conduce a la Tumba de Virgilio, antes se encuentra el conducto del acueducto augusteo del Serino, y luego un nicho con restos de frescos medievales (Virgen con Niño, Padre Eterno) de una iglesia preexistente. 

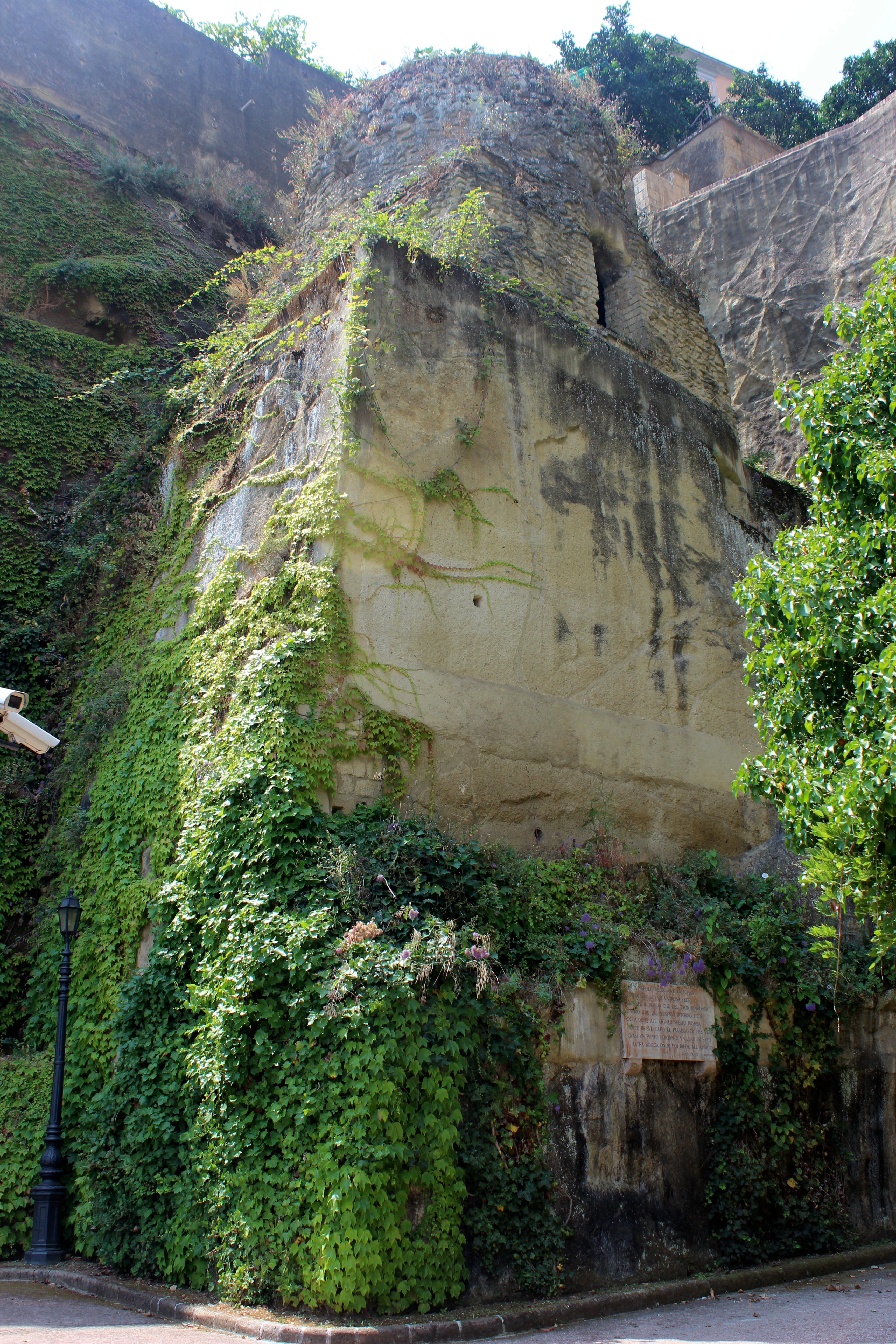
La llamada Tumba de Virgilio

Pasando por sobre la galería romana se llega finalmente a la llamada Tomba de Virgilio. Fabricada en hormigón romano cubierto con aparejo reticulado, está compuesta por un zócalo cúbico que sostiene un tambor cilíndrico. Internamente, la cámara funeraria tiene forma cuadrada y está cubierta con una bóveda de cañón, presentando tres lumbreras para iluminar el interior; en las paredes diez pequeños nichos albergaban las urnas cinerarias.
Actualmente, el monumento aparece encaramado y casi suspendido sobre el precipicio, pues en la época romana el nivel del suelo estaba más abajo. De hecho, en el siglo XV Alfonso V de Aragón modificó radicalmente la Cripta Napolitana, ampliándola y bajando el nivel del suelo, correspondiente al actual.
Justo fuera de la entrada de la Tumba de Virgilio, hay un pequeño epígrafe de mármol en la pared rocosa, puesto en 1554 por los canónigos del cercano convento de Santa Maria di Piedigrotta. El texto, sarcástico y gracioso, refleja la siempre acalorada discusión sobre el monumento y su identidad real como sepulcro de Virgilio. La inscripción dice en latín:

"Qui cineres? Tumuli haec vestigia: conditur olim / ille hic qui cecinit pascua rura duces" 

("Cuáles cenizas? Estos son los vestigios del túmulo. Fue enterrado una vez el que cantó a los pastos, a los campos, a los caudillos").